# 34788 Samuellossef
34788 Samuellossef este o planetă minoră (asteroid), cu un diametru de 1,935 km, din centura de asteroizi. A fost descoperită pe 12 septembrie 2001 la Experimental Test Site⁠(d) de Lincoln Near-Earth Asteroid Research. 
Obiectul prezintă o orbită caracterizată de o semiaxă mare de 2,4031434 UAi, o excentricitate de 0,14, o înclinație de 9,94573 ° în raport cu ecliptica.